# Charles François Delamarche
Charles François Delamarche (1740 – 1817) è stato un geografo e cartografo francese.

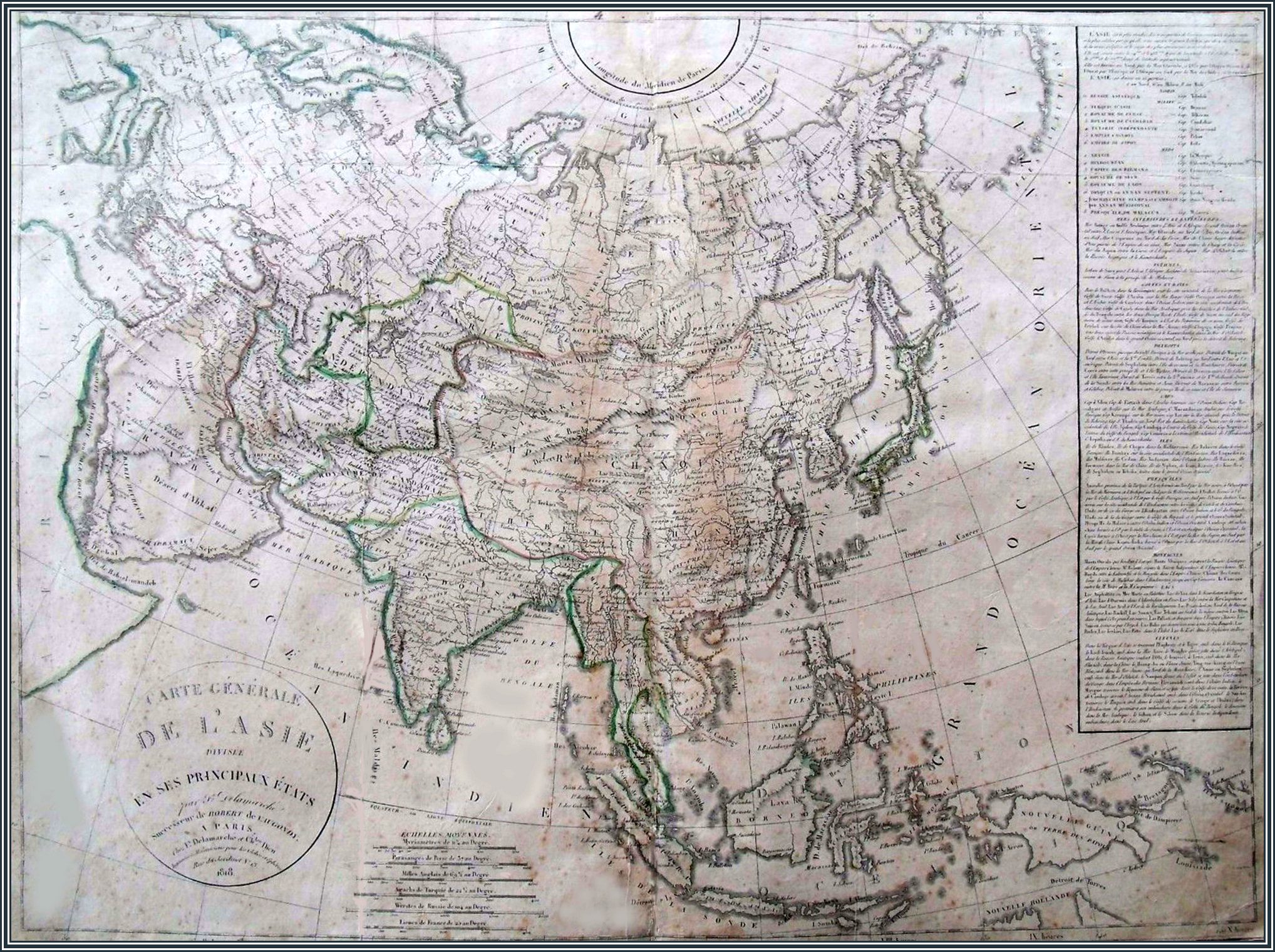
Carte générale de l'Asie divisée en ses principaux états, Delamarche, 1818.

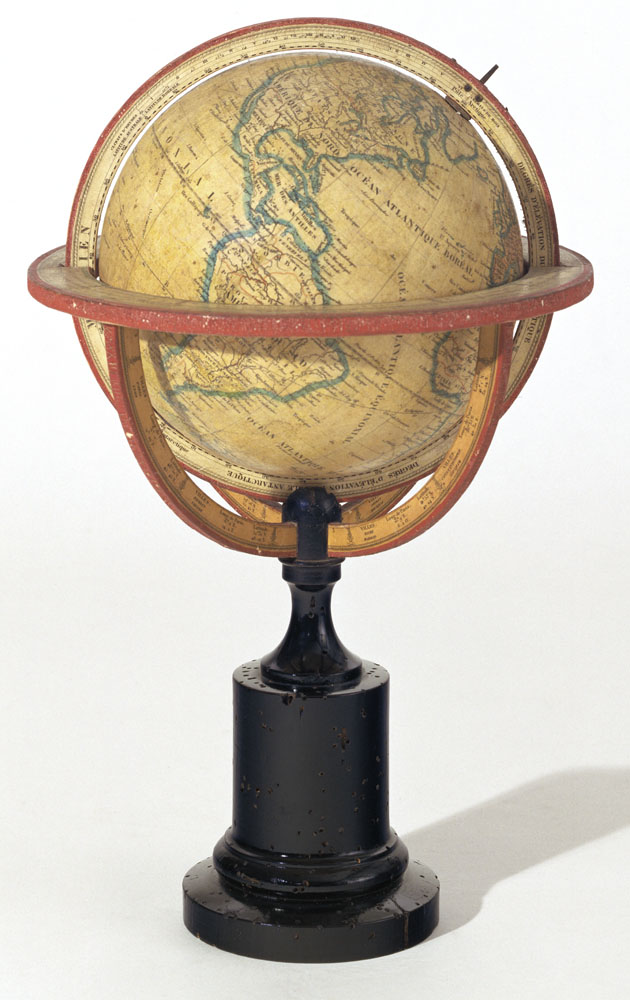
Globo terrestre realizzato dalla Maison Delamarche, conservato al Museo Galileo di Firenze.

Fu uno dei più importanti geografi e cartografi francesi della seconda metà del Settecento. Successore di Nicolas Sanson (1600-1667), Robert de Vaugondy (1686-1766) e Rigobert Bonne (1727-1794), ne ristampò gli atlanti. Si dedicò all'insegnamento della geografia. Tra le sue opere, oltre alle carte e ai globi, va ricordato un trattato sull'uso della sfera, dei globi celesti e dei terrestri (Traité de la sphère et de l'usage des globes, 1790), in cui egli illustra, oltre al sistema tolemaico, anche quello copernicano, enumerando inoltre tutte le costellazioni antiche e moderne.
Suo figlio Félix (XVIII secolo - prima metà XIX secolo) ne continuò l'opera.

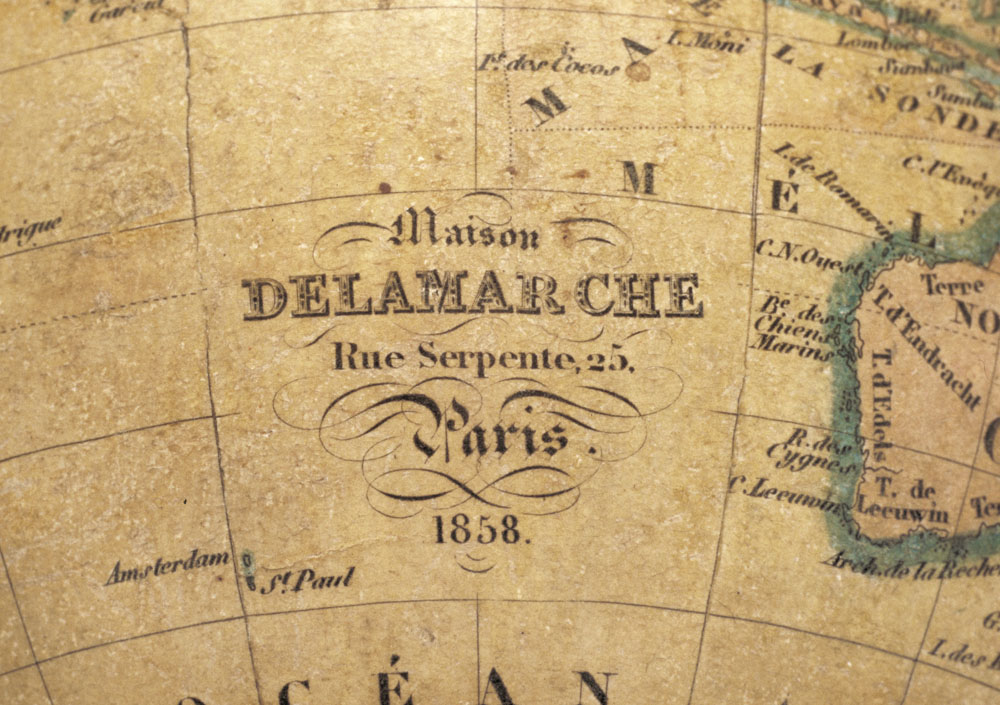
Stemma della Maison Delamarche su un globo terrestre.

## Opere

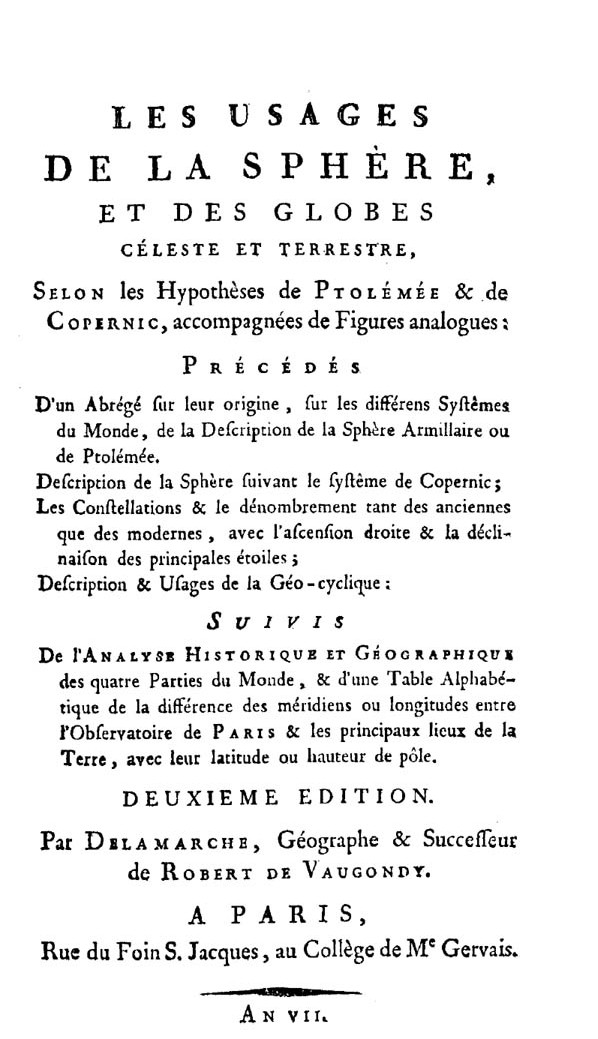
Usages de la sphère, et des globes celeste et terrestre, selon les hypothèses de Ptolèmée et de Copernic, 1794

- (FR) Usages de la sphère, et des globes celeste et terrestre, selon les hypothèses de Ptolèmée et de Copernic, Paris, Charles François Delamarche, 1794 - 1795.